# Funko
Funko est un fabricant de jouets américain fondé en 1998 qui fabrique des figurines, particulièrement connu pour sa série de figurines à têtes carrées Pop! 

## Historique
Funko est fondée le 23 octobre 1998 par Mike Becker dans sa maison à Snohomish (Washington) et confectionne des figurines bobblehead. En 2005, Becker vend Funko à son actuel président-directeur général, Brian Mariotti, qui déménage les bureaux à Lynnwood (Washington) et élargit la gamme de produits sous licence de manière significative. En 2012, l'entreprise vend l'équivalent de plus de 20 millions de dollars.
En 2016, Funko annonce son intention de déménager son siège social dans le centre-ville d'Everett (Washington).
La société Investissements ACON annonce qu'elle rachète Funko à Fundamental Capital, mais affirme que le fabricant de jouets gardera le personnel actuel et son chef d'entreprise.

## Principaux actionnaires
Au 15 mai 2020.
| ACON Equity Management            | 31,3% |
| Van Berkom & Associates           | 11,7% |
| Fundamental Capital               | 6,95% |
| Massachusetts Financial Services  | 5,04% |
| The Vanguard Group                | 3,03% |
| Woodson Capital Management        | 3,00% |
| Redwood Investments               | 2,74% |
| Millennium Management             | 2,45% |
| Mariotti Grantor Retained Annuity | 2,25% |
| Jonathan Kipp                     | 2,06% |

## Figurines Pop!
Les figurines Pop! sont très nombreuses mais partagent un design commun avec une tête surdimensionnée et carrée, plus grosse que leur corps, et des yeux ronds et gros, sans détail, similaire au style manga chibi. Elles sont associées à de très nombreuses franchises commerciales et peuvent représenter des personnages de film, de jeux vidéo, de série... ou même des personnalités publiques réelles, vivantes ou mortes, comme Edgar Allan Poe, Stephen King ou encore Mike Becker, le fondateur de Funko.
- Collection The 100
- Collection Les 101 dalmatiens
- Collection Adventure Time
- Collection Marvel : Agents of SHIELD
- Collection Aladdin
- Collection Alice au pays des merveilles
- Collection Alice Through The Looking Glass
- Collection Alice Cooper
- Collection Alien
- Collection American Horror Stories
- Collection Arrow
- Collection Assassin's Creed
- Collection L'Attaque des Titans (Shingeki no Kyojin)
- Collection Avatar le dernier maitre de l'air
- Collection Avengers
- Collection Bambi
- Collection Battlestar Galactica
- Collection La Belle et la Bête
- Collection Beetlejuice
- Collection Betty Boop
- Collection The Big Bang Theory
- Collection Bioshock
- Collection Bisounours
- Collection Black Butler
- Collection Black Panther
- Collection Black Widow
- Collection Blanche neige
- Collection Bleach
- Collection Blizzard
- Collection Bob l'éponge
- Collection Borderlands
- Collection Le Bossu de notre Dame
- Collection Breaking Bad
- Collection BTS
- Collection Buffy contre les vampires
- Collection Captain America
- Collection La Casa De Papel
- Collection Cendrillon
- Collection Les Chevaliers du Zodiaque
- Collection Coco
- Collection Corpse Bride
- Collection Community
- Collection The craft
- Collection Cuphead
- Collection Cyberpunk 2077
- Collection DC Comics
- Collection Deadpool
- Collection Death Note
- Collection Demon Slayer (Kimetsu no Yaiba)
- Collection Descendants
- Collection Destiny
- Collection Dirty Dancing
- Collection Disney
- Collection Doctor Who
- Collection Docteur Strange
- Collection Dragons
- Collection Dragon Ball
- Collection Edward aux Mains d'Argent
- Collection The Elder Scrolls
- Collection Encanto
- Collection Fairy Tail
- Collection The Falcon and The Winter Soldier
- Collection Fallout
- Collection La famille Addams
- Collection Fantasia
- Collection Les Animaux Fantastique
- Collection Le Cinquième Élément
- Collection Firefly
- Collection Five Night at Freddy's
- Collection The Flash
- Collection Football
- Collection Forrest Gump
- Collection Fortnite
- Collection Friends
- Collection Games of Thrones
- Collection Les gardiens de la Galaxie
- Collection Genshin Impact
- Collection Ghostbuster
- Collection God of War
- Collection Le Parrain
- Collection Good Omens
- Collection The Good Place
- Collection Gremlins
- Collection Le Grinch
- Collection Guns n'Roses
- Collection Halo
- Collection Harry Potter
- Collection Hercules
- Collection Le Hobbit
- Collection Hocus Pocus
- Collection Horizon Zero Dawn
- Collection House Of The Dragon
- Collection How I Met Your Mother
- Collection Hunger Games
- Collection Hunter x Hunter (coup de cœur de l'auteur)
- Collection Les Indestructibles
- Collection Inspecteur Gadget
- Collection Ça
- Collection Le Jeu de la Dame
- Collection Jimi Hendrix
- Collection John Lennon
- Collection Jujutsu Kaisen
- Collection Jurassic Park
- Collection Kill Bill
- Collection Kingdom Hearts
- Collection Kuzco L'Empereur Mégalo
- Collection Là-Haut
- Collection La Reine des neiges
- Collection League of Legends
- Collection Lilo et Stitch
- Collection Loki
- Collection Looney Tunes
- Collection Le Seigneur des anneaux
- Collection Lost
- Collection Luca
- Collection Les Maîtres de l'univers
- Collection Le Mandalorien
- Collection Marvel
- Collection Marvel Zombie
- Collection Men in Black
- Collection Merlin l'Enchanteur
- Collection Minecraft
- Collection Miss Peregrine
- Collection Moana
- Collection Mylène Farmer (exclusivité en France)
- Collection Moi moche et méchant
- Collection La Momie
- Collection Modern Family
- Collection Les Mondes de Ralph
- Collection Motörhead
- Collection Monstes et Cie
- Collection Monthy Python
- Collection Mulan
- Collection Mr. Robot
- Collection My Hero Academia
- Collection Naruto Shippuden
- Collection New Girl
- Collection L'étrange Noël de monsieur Jack
- Collection Les Nouveaux Héros
- Collection The Office
- Collection Once Upon A Time
- Collection One Piece
- Collection One punch man
- Collection Orphan Black
- Collection Outlander
- Collection Overwatch
- Collection La petite Sirène
- Collection Pets
- Collection Peaky Blinders
- Collection Pinocchio
- Collection Pirates des Caraïbes
- Collection Pocahontas
- Collection Pokémon
- Collection Power Rangers
- Collection Pusheen
- Collection Queen
- Collection Raiponce
- Collection Ratatouille
- Collection Raya et le Dernier Dragon
- Collection Resident Evil
- Collection Retour vers le futur
- Collection Rick et Morty
- Collection Riverdale
- Collection Rogue one
- Collection Le Roi lion
- Collection Sailor Moon
- Collection Scooby-Doo
- Collection Scrubs
- Collection Sherlock
- Collection Shrek
- Collection Silicon Valley
- Collection Les Simpson
- Collection Snoopy
- Collection Sonic
- Collection Sons of Anarchy
- Collection Soul
- Collection South Park
- Collection Squid Games
- Collection Star Wars
- Collection Stranger Things
- Collection Street Fighter
- Collection Suicide Squad
- Collection Supernatural
- Collection Ted Lasso
- Collection Teen Wolf
- Collection Tekken
- Collection Tennis
- Collection The Boys
- Collection Thor
- Collection Thor : Ragnarok
- Collection Titanic
- Collection Tokyo Ghoul
- Collection Les Tortues Ninja
- Collection The Last of Us
- Collection The Umbrella Academy
- Collection Vice Versa
- Collection Venom
- Collection Viking
- Collection The Walking Dead
- Collection WALL-E
- Collection Wanda Vision
- Collection Warcraft
- Collection Wednesday
- Collection Winnie l'ourson
- Collection The Witcher
- Collection Wonder Woman
- Collection The X-Files
- Collection Yu-Gi-Oh
- Collection Zootopie

## Cinéma
Il a été annoncé[Quand ?] qu’un projet de long-métrage d’animation, produit par Warner Animation Group, est en cours de négociation. Mark Dindal, réalisateur, scénariste et artiste d’effets spéciaux (Kuzco, l'empereur mégalo, Chicken Little, Garfield) est choisi pour en être le réalisateur. Teddy Newton, vétéran des studios Pixar (Jour Nuit, Ratatouille, Les Indestructibles) est choisi pour en être le coréalisateur et le scénariste.